# Nakanomori Band
⁸Nakanomori Band (中ノ森ＢＡＮＤ) est un groupe de rock composé 4 jeunes filles. Le nom veut dire l'intérieur de la forêt (中 voulant dire intérieur ノ étant の la particule de possession écrit en katagana et 森 voulant dire forêt)

## Membres
- Ayako née le 4 avril 1985 qui chante et est à la guitare
- Yucco née le 5 avril 1983 qui est à la basse
- Shinamon née le 29 mai 1982 qui est au synthé
- Cheeta née le 21 septembre 1980 qui est à la batterie